# Acta Botanica Gallica
Acta Botanica Gallica (abreviado Acta Bot. Gallica) es una revista con ilustraciones y descripciones botánicas que es editada en Francia desde 1993. Fue precedida por Bull. Soc. Bot. France.
Es una revista científica trimestral dedicada a la botánica y publicada por la Sociedad Botánica de Francia desde 1854, con su nombre actual desde 1993 (núm. 140). Anteriormente era conocida como Bulletin de la société botanique de France (1854-1985), con varias series posteriores. Desde 2012, lleva el subtítulo de Botany Letters, ya que ahora publica en inglés y francés, bajo la responsabilidad del consejo de redacción, y se unió a la casa inglesa de ediciones Taylor & Francis  en Inglaterra ( Abingdon-on-Thames ). Su redactor en jefe es Mme Elizabeth Dodinet. El nuevo consejo de redacción favorece enfoques interdisciplinarios. Sus números están disponibles en formato papel en la suscripción y poco a poco de forma digital. La digitalización de los números trasados está en curso.
Publica procedimientos y artículos de conferencias sobre todos los aspectos de la botánica. Los estudiantes de doctorado pueden presentar un resumen de sus tesis.